# Тарасовка (Томаковский район)
Тарасовка (укр. Тарасівка) — село,
Зеленогайский сельский совет,
Томаковский район,
Днепропетровская область,
Украина.
Код КОАТУУ — 1225483207. Население по переписи 2001 года составляло 207 человек .

## Географическое положение
Село Тарасовка примыкает к селу Краснополь, на расстоянии в 1 км расположено село Зелёный Гай.
По селу протекает пересыхающий ручей с запрудой.